# Luila
Luila (anciennement appelée Wolter) est une ville du Bas-Congo en République démocratique du Congo et située dans le territoire de Kasangulu dans le District de la Lukaya.